# 皮德維索克 (伊久姆區)
49°26′19″N 37°16′22″E / 49.43861°N 37.27278°E
皮德維索克（烏克蘭語：Підвисоке）是位於烏克蘭東部的村莊，由哈爾科夫州伊久姆區的昆葉市鎮負責管轄。該村面積0.26平方公里，海拔高度191米，2001年人口55，人口密度每平方公里215.7人。